# Evergoderes cabrerai
Evergoderes cabrerai är en insektsart som beskrevs av Bolívar, I. 1936. Evergoderes cabrerai ingår i släktet Evergoderes och familjen vårtbitare. IUCN kategoriserar arten globalt som akut hotad. Inga underarter finns listade i Catalogue of Life.